# 1151 Ithaka
1151 Ithaka är en asteroid i huvudbältet som upptäcktes den 8 september 1929 av den tyske astronomen Karl Wilhelm Reinmuth. Asteroidens preliminära beteckning var 1929 RK. Den fick senare namn efter den grekiska ön Ithaka i Joniska havet.
Ithakas senaste periheliepassage skedde den 9 december 2022. Dess rotationstid har beräknats till 4,93 timmar.